# Форт-Гамильтон-Паркуэй (линия Калвер, Ай-эн-ди)
|   |   |   |   |
| · | · | · | · |

|   |   |   |   |
| · | · | · | · |

«Форт-Гамильтон-Паркуэй» (англ. Fort Hamilton Parkway) — станция Нью-Йоркского метрополитена, расположенная на линии Калвер, Ай-эн-ди. Станция находится в Бруклине, в округе Виндсор Террэйс, на пересечении Проспект авеню и Форт Хаммилтон парквэй. На станции останавливаются маршруты F (круглосуточно) и G (круглосуточно). Экспресс-пути, проходящие под станцией, используются маршрутом <F> (в часы пик в пиковом направлении).
Станция представлена двумя боковыми платформами. Пути, обслуживаемые станцией — локальные. Станция отделана в основном белой плиткой. Название станции имеется и на стенах, и на колоннах.
Станция имеет два выхода. Круглосуточно открытый выход расположен с северного конца платформ. Он приводит в Гринвуд на Проспект авеню. Также имеется длинный пешеходный тоннель, приводящий к Рив плэйс. На платформе в сторону Манхэттена имеется дополнительный закрытый выход с турникетным залом на уровне платформ. Второй выход расположен с южной стороны станции и обеспечивает только выход пассажиров со станции. Этот выход имеет вид пандуса (изображён на фото) и приводит к западной стороне Проспект-Экспрессуэя. Первоначально второй выход тоже был лестничным, но в ходе строительства экспресс-путей выход был превращён в пандус.
К югу от станции на экспресс-путях, располагающихся ниже, есть небольшое ответвление, которое по планам должно было стать новой линией Fort Hamilton Parkway Line. Эта вторая проектировавшаяся линия, которая должна была связать «большой Нью-Йорк» с его пятым районом — Статен-Айлендом. 

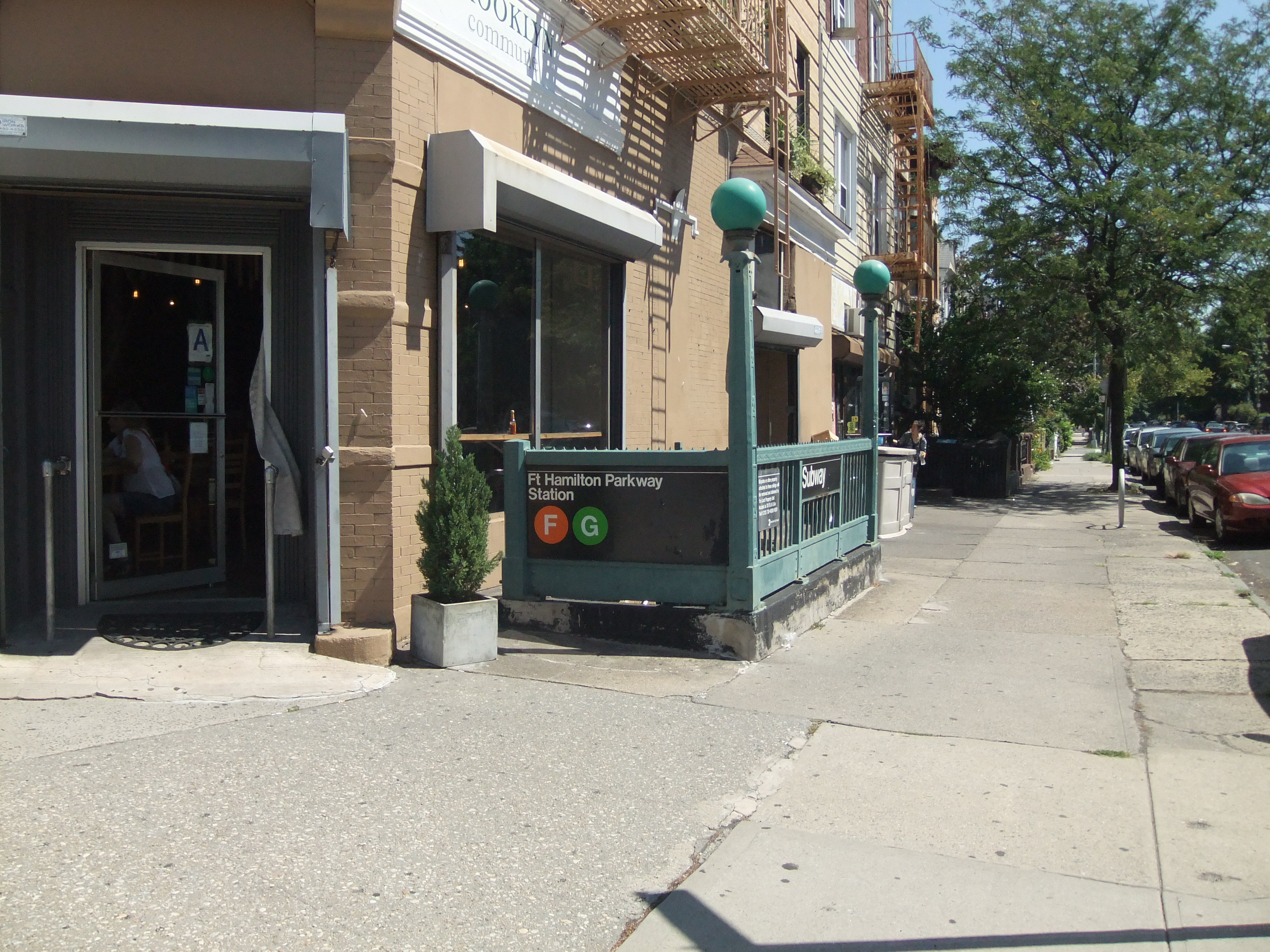
Северо-восточный вход на станцию
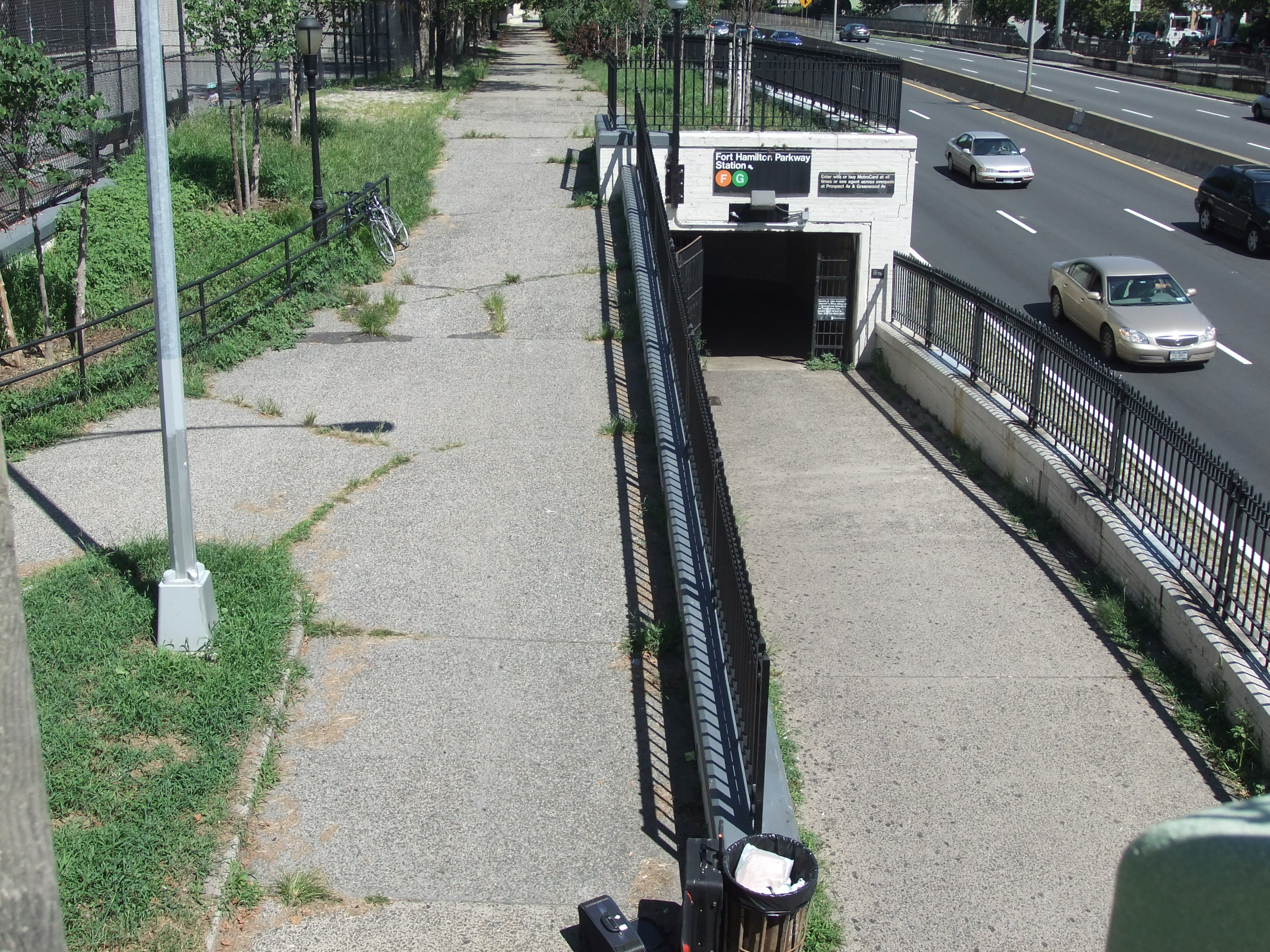
Южный вход на станцию